# Jens Reich

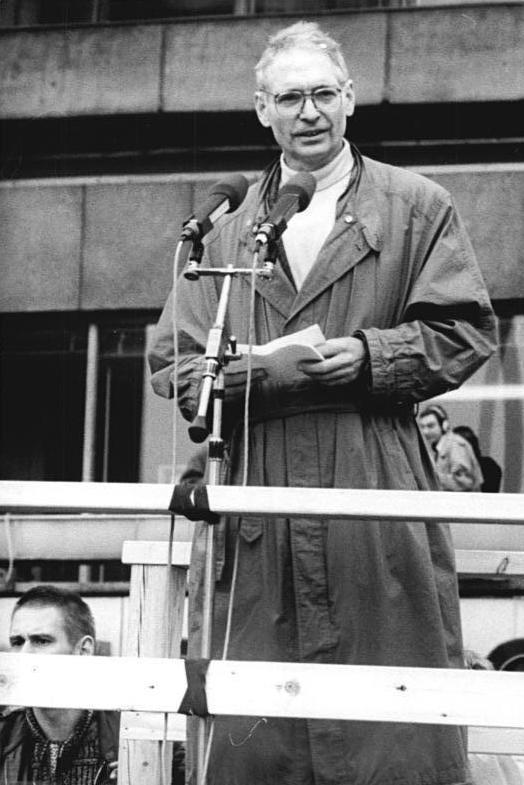
Reich spricht bei der Berliner Großdemonstration am 4. November 1989

Jens Georg Reich (* 26. März 1939 in Göttingen) ist ein deutscher Mediziner und Molekularbiologe. Bekannt geworden ist er vor allem als parteiloser Bürgerrechtler des Neuen Forums in der Wendezeit der DDR, während deren er 1990 zusammen mit Vera Wollenberger und Marianne Birthler Fraktionssprecher von Bündnis 90/Grüne in der frei gewählten Volkskammer war. 1994 war er von den mittlerweile mit Bündnis 90 fusionierten gesamtdeutschen Grünen nominierter Bundespräsidentenkandidat.

## Leben
Jens Reich wuchs in Halberstadt auf. Nach seinem Studium der Medizin und Molekularbiologie an der Berliner Humboldt-Universität arbeitete er zunächst als Assistenzarzt in Halberstadt. Nach einer zusätzlichen biochemischen Facharztausbildung in Jena arbeitete er wissenschaftlich, ab 1968 am Zentralinstitut für Molekularbiologie in Berlin-Buch. Reich wurde 1964 in Berlin promoviert. 1980 wurde er Professor für Biomathematik und vorübergehend Abteilungsleiter am Zentralinstitut für Molekularbiologie. Er verlor die Abteilungsleiterposition 1984, da er sich weigerte, seine Westkontakte abzubrechen und mit dem Ministerium für Staatssicherheit zusammenzuarbeiten.
1970 hatte Reich einen „Freitagskreis“ gegründet, der sich kritisch mit dem DDR-Regime auseinandersetzte. Im September 1989 war er einer der Autoren und Erstunterzeichner des Aufrufs „Aufbruch 89 - NEUES FORUM“, der zur Gründung des Neuen Forums führte. Am 4. November 1989 – fünf Tage vor dem Mauerfall war er einer der Redner auf der größten Demonstration der Wendezeit auf dem Alexanderplatz in Berlin. In seiner Rede ermutigte er dazu, das Recht auf freie Meinungsäußerung wahrzunehmen und wünschte sich für künftige Veranstaltungen die Teilnahme von nicht mehr in der DDR Lebenden wie Erich Loest und Wolf Biermann. Für die europäische Zeitschrift Lettre International schrieb er unter dem Pseudonym Thomas Asperger.
Nach der Volkskammerwahl am 18. März 1990, bei der das Neue Forum als Teil des Wahlbündnisses Bündnis 90 antrat, war er Abgeordneter der einzigen frei gewählten Volkskammer der DDR und leitete neben Vera Wollenberger und Wolfgang Ullmann als Sprecher die Fraktion Bündnis 90/Grüne; mit der Deutschen Wiedervereinigung schied er im Oktober 1990 aus der Politik aus. 1991 erhielt er die Theodor-Heuss-Medaille stellvertretend mit anderen für „Die friedlichen Demonstranten des Herbstes 1989 in der damaligen DDR“. 1994 wurde er von einer unabhängigen Initiative als Kandidat für das Amt des Bundespräsidenten (siehe Wahl des deutschen Bundespräsidenten 1994) vorgeschlagen und durch Bündnis 90/Die Grünen nominiert, unterlag jedoch in der Bundesversammlung.
1991 kehrte Reich in die Forschung zurück. Er ging in die USA, wurde dann Gastprofessor am Deutschen Krebsforschungszentrum in Heidelberg und später Forschungsgruppenleiter am Max-Delbrück-Centrum für Molekulare Medizin in Berlin. Hier beschäftigte er sich bis zu seiner Emeritierung 2004 mit der Genom-Forschung. Heute ist er dort Ombudsmann für Fragen guter wissenschaftlicher Praxis.
Reich gehörte von 2008 bis 2012 dem Deutschen Ethikrat an und war seit 2001 bereits Mitglied in dessen Vorläufer, dem Nationalen Ethikrat. Seit 1990 ist er Mitherausgeber der politisch-wissenschaftlichen Monatszeitschrift Blätter für deutsche und internationale Politik. Er ist Mitglied der Berlin-Brandenburgischen Akademie der Wissenschaften.
2009 erhielt Reich den Carl-Friedrich-von-Weizsäcker-Preis, der in diesem Jahr vom Stifterverband für die Deutsche Wissenschaft und der Nationalen Akademie der Wissenschaften Leopoldina erstmals vergeben wurde. Im selben Jahr wurde Reich mit dem Schillerpreis der Stadt Marbach am Neckar ausgezeichnet.
Seine Tochter ist die Physik-Professorin Stephanie Reich (* 1973).

## Auszeichnungen
- 1996 Lorenz-Oken-Medaille der Gesellschaft Deutscher Naturforscher und Ärzte
- 1998 Urania-Medaille
- 2009 Carl-Friedrich-von-Weizsäcker-Preis
- 2009 Schillerpreis der Stadt Marbach am Neckar
- 2019 Verdienstorden der Bundesrepublik Deutschland

## Werke
- C Curve Fitting and Modeling for Scientists and Engineers. McGraw-Hill 1992, ISBN 0-07-051761-4
- Abschied von den Lebenslügen. Die Intelligenz und die Macht. Rowohlt, Berlin 1992, ISBN 3-87134-042-1
- Rückkehr nach Europa. Zur neuen Lage der Nation. Dtv, München 1993, ISBN 3-423-30403-0
- Teufelsfragen. Ethische Konflikte in der Biomedizin. 2-CD-Set. supposé, Köln 2005, ISBN 978-3-932513-62-6
- Wachstum als Problem: Modelle und Regulation (Grenzfragen Naturwissen). Verlag Karl Alber 1997, ISBN 978-3-495-47868-4.
- Essay in: Peter Nöldechen: Geteilte Erinnerungen: Berichterstattung aus der DDR 1974-1989. Mit einem Essay von Jens Reich. callidus 2009. ISBN 978-3-940677-11-2.